# ضریب همبستگی تطابق
در آمار، ضریب همبستگی تطابق (به انگلیسی: Concordance correlation coefficient)، توافق بین دو متغیر را اندازه‌گیری می‌کند، به عنوان مثال، برای ارزیابی تکرارپذیری یا قابلیت اطمینان بین ارزیاب‌ها.

## ارتباط با دیگر معیارهای همبستگی
ضریب همبستگی تطابق تقریباً مشابه برخی از معیارهایی است که همبستگی درون‌دسته نامیده می‌شود. مقایسه ضریب همبستگی تطابق با یک همبستگی درون‌دسته‌ای «معمولی» در مجموعه داده‌های مختلف، تنها تفاوت‌های کوچکی را بین دو همبستگی، در یک مورد در اعشار سوم یافت. همچنین بیان شده‌است که ایده‌های ضریب همبستگی "کاملاً شبیه به نتایجی است که در گذشته توسط کریپندورف در سال ۱۹۷۰ منتشر شده بود".
در مقاله اصلی لین فرمی را برای چندین دسته (نه فقط ۲) پیشنهاد کرد. بیش از ده سال پس از آن اصلاحی در این فرم صادر شد.
یک نمونه از استفاده از ضریب همبستگی تطابق در مقایسه روش تحلیل برای اسکن مغزی تصویربرداری تشدید مغناطیسی کارکردی است.